# (14232) Curtismiller
(14232) Curtismiller est un astéroïde de la ceinture principale.

## Description
(14232) Curtismiller est un astéroïde de la ceinture principale. Il fut découvert le 5 décembre 1999 aux monts Santa Catalina par le projet CSS. Il présente une orbite caractérisée par un demi-grand axe de 2,58 UA, une excentricité de 0,11 et une inclinaison de 11,2° par rapport à l'écliptique.